# Pieter de Marees
Pieter de Marees (Provincias Unidas de los Países Bajos, circa 1570) fue un explorador holandés que realizó un viaje comercial a la Costa de Oro de Guinea entre 1600 y 1602. Publicó un relato de su viaje con una extensa descripción de las zonas visitadas, siendo el libro impreso en holandés más antiguo sobre esta zona. 

## Biografía

### Primeros años
Su apellido sugiere que era de origen flamenco, hipótesis reforzada por el hecho de que De Marees utiliza palabras de la ciudad de Amberes en su libro. Según las investigaciones, sus antepasados procedían de Francia y ocuparon puestos como alguacil, gobernador o caballero.

### Expedición a Guinea
De Marees es conocido por el relato del viaje comercial que realizó a la Costa de Oro, en lo que actualmente es Ghana. El libro se tituló Beschrijvinghe ende historische verhael van het Gout Koninckrijck van Gunea anders de Gout-custe de Mina genaemt, liggende in het deel van Africa [Descripción y relato histórico del Reino de Oro de Gunea, también llamado Costa de Oro de Mina, situado en la parte de África] y se publicó en 1602, en la época en que las Provincias Unidas de los Países Bajos empezaron a ser una potencia colonial.
De Marees escribió un diario durante sus viajes de ida y vuelta, lo que le permitió luego escribir el libro citado con bastante precisión de fechas y lugares. La expedición zarpó en noviembre de 1600 y llegó a su destino en enero de 1601. El viaje de regreso empezó en enero de 1602 y en marzo de ese año, De Marees regresó a Ámsterdam.
Además de describir la región, De Maree también relató las costumbres de las poblaciones locales. Adoptó un enfoque sociológico, describiendo sus estructuras familiares, creencias religiosas y prácticas culturales. También dedicó varios capítulos a la economía y el comercio locales, la historia de la región y escribió extensamente sobre la fauna y la flora nativas. 
Sus informes resultaron ser de gran valor y fueron traducidos rápidamente al alemán, el inglés y el latín. Muchos de los autores que escribieron después sobre esta región se basaron en su libro. Fue considerado el mejor libro sobre la Costa de Oro del siglo XVII.